# Премії НАН України імені видатних учених України — лауреати 2000 року
Премії НАН України імені видатних учених України — лауреати 2000 року.
За підсумками конкурсу 2000 р., проведеного відділеннями Національної академії наук України лауреатами премій стали:
| Премія                                       | Премійовані роботи | Лауреати                            | Коротко про лауреата |
| -------------------------------------------- | --- | ----------------------------------- | --- |
| Премія НАН України імені М. О. Лаврентьєва   | цикл праць з розробки методів математичної фізики | Ішлінський Олександр Юлійович       | академік НАН України і РАН, почесний директор Інституту проблем механіки РАН                                                                      |
| Премія НАН України імені М. О. Лаврентьєва   | цикл праць з розробки методів математичної фізики | Лаврентьєв Михайло Михайлович       | академік РАН, директор Інституту математики імені С. Л. Соболєва СВ РАН                                                                           |
| Премія НАН України імені М. О. Лаврентьєва   | цикл праць з розробки методів математичної фізики | Самойленко Анатолій Михайлович      | академік НАН України, директор Інституту математики НАН України                                                                                   |
| Премія НАН України імені М. М. Крилова       | цикл робіт з математичних проблем аналітичної механіки | Луковський Іван Олександрович       | академік НАН України, завідувач відділу Інституту математики НАН України                                                                          |
| Премія НАН України імені М. М. Крилова       | цикл робіт з математичних проблем аналітичної механіки | Харламов Павло Васильович           | член-кореспондент НАН України, завідувач відділу Інституту прикладної математики і механіки НАН України                                           |
| Премія НАН України імені М. М. Крилова       | цикл робіт з математичних проблем аналітичної механіки | Тимоха Олександр Миколайович        | доктор фізико-математичних наук, провідний науковий співробітник Інституту математики НАН України                                                 |
| Премія НАН України імені В. М. Глушкова      | цикл робіт «Дослідження і розробка математичних методів і алгоритмів розв'язання прикладних задач оптимізації і прийняття рішень»                                                       | Кукса Анатолій Іванович             | доктор фізико-математичних наук, завідувач відділу Інституту програмних систем НАН України                                                        |
| Премія НАН України імені В. М. Глушкова      | цикл робіт «Дослідження і розробка математичних методів і алгоритмів розв'язання прикладних задач оптимізації і прийняття рішень»                                                       | Ляшко Сергій Іванович               | доктор фізико-математичних наук, завідувач кафедри Київського національного університету імені Тараса Шевченка                                    |
| Премія НАН України імені В. М. Глушкова      | цикл робіт «Дослідження і розробка математичних методів і алгоритмів розв'язання прикладних задач оптимізації і прийняття рішень»                                                       | Павлов Олександр Анатолійович       | доктор технічних наук, декану Національного технічного університету України «Київський політехнічний інститут»                                    |
| Премія НАН України імені О. М. Динника       | цикл робіт «Динаміка і стійкість левітуючого транспортного засобу з електродинамічним підвісом»                                                                                         | Дзендзерський Віктор Олександрович  | доктор технічних наук, директор Інституту транспортних систем і технологій НАН України                                                            |
| Премія НАН України імені О. М. Динника       | цикл робіт «Динаміка і стійкість левітуючого транспортного засобу з електродинамічним підвісом»                                                                                         | Зевін Олександр Аронович            | доктор фізико-математичних наук, провідний науковий співробітник Інституту транспортних систем і технологій НАН України                           |
| Премія НАН України імені О. М. Динника       | цикл робіт «Динаміка і стійкість левітуючого транспортного засобу з електродинамічним підвісом»                                                                                         | Хачапурідзе Микола Михайлович       | кандидат технічних наук, завідувач відділу Інституту транспортних систем і технологій НАН України                                                 |
| Премія НАН України імені М. К. Янгеля        | цикл праць «Методи та результати дослідження несучої здатності теплозахисних та жароміцних покриттів елементів конструкцій аерокосмічної техніки в умовах інтенсивних теплових потоків» | Кравчук Леонід Васильович           | доктор технічних наук, завідувач відділу Інституту проблем міцності НАН України                                                                   |
| Премія НАН України імені М. К. Янгеля        | цикл праць «Методи та результати дослідження несучої здатності теплозахисних та жароміцних покриттів елементів конструкцій аерокосмічної техніки в умовах інтенсивних теплових потоків» | Куріат Ростислав Іванович           | кандидат технічних наук, учений секретар Інституту проблем міцності НАН України                                                                   |
| Премія НАН України імені М. К. Янгеля        | цикл праць «Методи та результати дослідження несучої здатності теплозахисних та жароміцних покриттів елементів конструкцій аерокосмічної техніки в умовах інтенсивних теплових потоків» | Ескін Едуард Олександрович          | кандидат технічних наук, директор представництва ДКБ «Південне» ім. М. К. Янгеля у м. Києві                                                       |
| Премія НАН України імені М. П. Барабашова    | серія робіт «Дослідження спектрів та змінності космічного радіовипромінювання у міліметровому діапазоні на радіотелескопі РТ-22»                                                        | Зінченко Ігор Іванович              | доктор фізико-математичних наук, завідувач відділу Інституту прикладної фізики РАН                                                                |
| Премія НАН України імені М. П. Барабашова    | серія робіт «Дослідження спектрів та змінності космічного радіовипромінювання у міліметровому діапазоні на радіотелескопі РТ-22»                                                        | Нестеров Микола Семенович           | кандидат фізико-математичних наук, завідувач лабораторії Кримської астрофізичної обсерваторії Міністерства освіти і науки України                 |
| Премія НАН України імені М. П. Барабашова    | серія робіт «Дослідження спектрів та змінності космічного радіовипромінювання у міліметровому діапазоні на радіотелескопі РТ-22»                                                        | Шульга Валерій Михайлович           | член-кореспондент НАН України, заступник директора Радіоастрономічного інституту НАН України                                                      |
| Премія НАН України імені С. І. Пекаря        | серія робіт «Теорія електронних та оптичних явищ у квантових гетероструктурах» | Васько Федір Трохимович             | доктор фізико-математичних наук, провідний науковий співробітник Інституту фізики напівпровідників НАН України                                    |
| Премія НАН України імені С. І. Пекаря        | серія робіт «Теорія електронних та оптичних явищ у квантових гетероструктурах» | Кочелап В'ячеслав Олександрович     | доктор фізико-математичних наук, завідувач відділу Інституту фізики напівпровідників НАН України                                                  |
| Премія НАН України імені І. П. Пулюя         | серія робіт «Вугільний масив: ЯМР-аналіз стану та управління ним» | Алексєєв Анатолій Дмитрович         | доктор технічних наук, директор Відділення фізико-технічних гірничих проблем Донецького фізико-технічного інституту ім. О. О. Галкіна НАН України |
| Премія НАН України імені І. П. Пулюя         | серія робіт «Вугільний масив: ЯМР-аналіз стану та управління ним» | Іллюшенко Валентин Григорович       | доктор технічних наук, завідувач кафедри Донецької державної академії управління Міністерства освіти і науки України                              |
| Премія НАН України імені К. Д. Синельникова  | серія робіт з теорії фізичних полів | Назарчук Зіновій Теодорович         | член-кореспондент НАН України, заступник директора Фізико-механічного інституту ім. Г. В. Карпенка НАН України                                    |
| Премія НАН України імені К. Д. Синельникова  | серія робіт з теорії фізичних полів | Ситенко Юрій Олексійович            | доктор фізико-математичних наук, провідний науковий співробітник Інституту теоретичної фізики ім. М. М. Боголюбова НАН України                    |
| Премія НАН України імені В. І. Вернадського  | монографія «Літогеодинамічні фактори нафтогазонакопичення в авлакогенових басейнах» | Лукін Олександр Юхимович            | доктор геолого-мінералогічних наук, завідувач відділу нафти і газу Інституту геологічних наук НАН України                                         |
| Премія НАН України імені І. М. Францевича    | цикл праць «Синтез та дослідження нерівноважного твердого розчину SiC-C і матеріалів на його основі»                                                                                    | Гнесін Георгій Гдалевич             | член-кореспондент НАН України, завідувач відділу Інституту проблем матеріалознавства ім. І. М. Францевича НАН України                             |
| Премія НАН України імені І. М. Францевича    | цикл праць «Синтез та дослідження нерівноважного твердого розчину SiC-C і матеріалів на його основі»                                                                                    | Гадзиря Микола Пилипович            | кандидат фізико-математичних наук, старший науковий співробітник Інституту проблем матеріалознавства ім. І. М. Францевича НАН України             |
| Премія НАН України імені І. М. Францевича    | цикл праць «Синтез та дослідження нерівноважного твердого розчину SiC-C і матеріалів на його основі»                                                                                    | Михайлик Олександр Олександрович    | кандидат фізико-математичних наук, старший науковий співробітник Інституту проблем матеріалознавства ім. І. М. Францевича НАН України             |
| Премія НАН України імені З. І. Некрасова     | цикл праць «Розробка теоретичних основ і створення нових технологічних процесів підвищення якості металів шляхом обробки розплавів заглибленими плазмовими струменями»                  | Найдеко Володимир Леонтійович       | академік НАН України, директор Фізико-технологічного інституту металів та сплавів НАН України                                                     |
| Премія НАН України імені З. І. Некрасова     | цикл праць «Розробка теоретичних основ і створення нових технологічних процесів підвищення якості металів шляхом обробки розплавів заглибленими плазмовими струменями»                  | Нарівський Анатолій Васильович      | кандидат технічних наук, старший науковий співробітник Фізико-технологічного інституту металів та сплавів НАН України                             |
| Премія НАН України імені З. І. Некрасова     | цикл праць «Розробка теоретичних основ і створення нових технологічних процесів підвищення якості металів шляхом обробки розплавів заглибленими плазмовими струменями»                  | Мовчан Василь Максимович            | науковий співробітник Фізико-технологічного інституту металів та сплавів НАН України                                                              |
| Премія НАН України імені Г. В. Курдюмова     | цикл праць «Мартенситні перетворення шаруватих структур при високих тисках та керований синтез надтвердих фаз»                                                                          | Бритун Віктор Федорович             | кандидат фізико-математичних наук, старший науковий співробітник Інституту проблем матеріалознавства ім. І. М. Францевича НАН України             |
| Премія НАН України імені Г. В. Курдюмова     | цикл праць «Мартенситні перетворення шаруватих структур при високих тисках та керований синтез надтвердих фаз»                                                                          | Курдюмов Олександр В'ячеславович    | член-кореспондент НАН України, завідувач відділу Інституту проблем матеріалознавства ім. І. М. Францевича НАН України                             |
| Премія НАН України імені В. І. Толубинського | цикл робіт «Підвищення економічності, надійності та продовження ресурсу теплотехнічного обладнання ТЕС та АЕС»                                                                          | Гнесін Віталій Ісайович             | доктор технічних наук, завідувач відділу Інституту проблем машинобудування ім. А. М. Підгорного НАН України                                       |
| Премія НАН України імені В. І. Толубинського | цикл робіт «Підвищення економічності, надійності та продовження ресурсу теплотехнічного обладнання ТЕС та АЕС»                                                                          | Голощапов Володимир Миколайович     | кандидат технічних наук, провідний науковий співробітник Інституту проблем машинобудування ім. А. М. Підгорного НАН України                       |
| Премія НАН України імені В. І. Толубинського | цикл робіт «Підвищення економічності, надійності та продовження ресурсу теплотехнічного обладнання ТЕС та АЕС»                                                                          | Шубенко Олександр Леонідович        | доктор технічних наук, завідувач відділу Інституту проблем машинобудування ім. А. М. Підгорного НАН України                                       |
| Премія НАН України імені В. М. Хрущова       | цикл робіт «Елементи теорії та методи побудови систем інформаційного забезпечення та управління режимами електричних мереж»                                                             | Яндульський Олександр Станіславович | доктор технічних наук, завідувач кафедри Національного технічного університету України «Київський політехнічний інститут»                         |
| Премія НАН України імені В. М. Хрущова       | цикл робіт «Елементи теорії та методи побудови систем інформаційного забезпечення та управління режимами електричних мереж»                                                             | Буткевич Олександр Федотович        | кандидат технічних наук, старший науковий співробітник Інституту електродинаміки НАН України                                                      |
| Премія НАН України імені В. М. Хрущова       | цикл робіт «Елементи теорії та методи побудови систем інформаційного забезпечення та управління режимами електричних мереж»                                                             | Левітський Валентин Георгійович     | кандидат технічних наук, старший науковий співробітник Інституту електродинаміки НАН України                                                      |
| Премія НАН України імені О. І. Бродського    | цикл наукових праць «Хімічна будова і реакційна здатність комплексів у неводних і змішаних середовищах»                                                                                 | Волков Сергій Васильович            | академік НАН України, доктор хімічних наук, директор Інституту загальної та неорганічної хімії ім. В. І. Вернадського НАН України                 |
| Премія НАН України імені О. В. Палладіна     | серія праць «Регуляція біохімічних процесів за норми та патології» | Громашевська Любов Леонтіївна       | доктор медичних наук, завідувачці лабораторії Інституту епідеміології та інфекційних хвороб ім. Л. В. Громашевського АМН України                  |
| Премія НАН України імені О. В. Палладіна     | серія праць «Регуляція біохімічних процесів за норми та патології» | Микоша Олексій Степанович           | доктор медичних наук, завідувач лабораторії Інституту ендокринології та обміну речовин ім. В. П. Комісаренка АМН України                          |
| Премія НАН України імені О. О. Богомольця    | монографія «Цитокины. Биологические и противоопухолевые свойства» | Возіанов Олександр Федорович        | академік НАН та АМН України, директор Інституту урології та нефрології АМН України                                                                |
| Премія НАН України імені О. О. Богомольця    | монографія «Цитокины. Биологические и противоопухолевые свойства» | Бутенко Андрій Костянтинович        | кандидат медичних наук, завідувач відділення Українського НДІ онкології АМН України                                                               |
| Премія НАН України імені О. О. Богомольця    | монографія «Цитокины. Биологические и противоопухолевые свойства» | Зак Костянтин Петрович              | доктор медичних наук, керівнику лабораторії Інституту ендокринології та обміну речовин ім. В. П. Комісаренка АМН України                          |
| Премія НАН України імені Д. К. Заболотного   | цикл робіт «Роль системи інтерферону в імунопатогенезі бактеріальних та вірусних інфекцій»                                                                                              | Співак Микола Якович                | доктор біологічних наук, завідувач відділу Інституту мікробіології і вірусології ім. Д. К. Заболотного НАН України                                |
| Премія НАН України імені Д. К. Заболотного   | цикл робіт «Роль системи інтерферону в імунопатогенезі бактеріальних та вірусних інфекцій»                                                                                              | Руденко Адель Вікторівна            | доктор біологічних наук, завідувач лабораторії Інституту урології та нефрології АМН України                                                       |
| Премія НАН України імені Д. К. Заболотного   | цикл робіт «Роль системи інтерферону в імунопатогенезі бактеріальних та вірусних інфекцій»                                                                                              | Лазаренко Людмила Миколаївна        | кандидат біологічних наук, науковий співробітник Інституту мікробіології і вірусології ім. Д. К. Заболотного НАН України                          |
| Премія НАН України імені Р. Є. Кавецького    | цикл робіт «Нові підходи і технології у діагностиці і лікуванні онкологічних захворювань»                                                                                               | Осинський Сергій Петрович           | доктор медичних наук, завідувач відділу Інституту експериментальної патології, онкології і радіобіології ім. Р. Є. Кавецького НАН України         |
| Премія НАН України імені Р. Є. Кавецького    | цикл робіт «Нові підходи і технології у діагностиці і лікуванні онкологічних захворювань»                                                                                               | Глузман Данило Фішелевич            | доктор медичних наук, завідувач відділу Інституту експериментальної патології, онкології і радіобіології ім. Р. Є. Кавецького НАН України         |
| Премія НАН України імені Р. Є. Кавецького    | цикл робіт «Нові підходи і технології у діагностиці і лікуванні онкологічних захворювань»                                                                                               | Запорожан Валерій Миколайович       | академік АМН України, ректору Одеського державного медичного університету                                                                         |
| Премія НАН України імені Л. П. Симиренка     | цикл робіт «Інтродукція видів роду ехінацея та тропічних і субтропічних рослин» | Самородов Віктор Миколайович        | доцент Полтавського державного сільськогосподарського інституту                                                                                   |
| Премія НАН України імені Л. П. Симиренка     | цикл робіт «Інтродукція видів роду ехінацея та тропічних і субтропічних рослин» | Поспєлов Сергій Вікторович          | кандидат сільськогосподарських наук, доцент Полтавського державного сільськогосподарського інституту                                              |
| Премія НАН України імені Л. П. Симиренка     | цикл робіт «Інтродукція видів роду ехінацея та тропічних і субтропічних рослин» | Горницька Ірина Петрівна            | доктор біологічних наук, старший науковий співробітник Донецького ботанічного саду НАН України                                                    |
| Премія НАН України імені М. Г. Холодного     | цикл робіт «Функціонування аденілатциклазної та гормональної системи в рослинній клітині»                                                                                               | Яворська Вікторія Казимирівна       | доктор біологічних наук, завідувачці відділу Інституту фізіології рослин та генетики НАН України                                                  |
| Премія НАН України імені М. Г. Холодного     | цикл робіт «Функціонування аденілатциклазної та гормональної системи в рослинній клітині»                                                                                               | Драговоз Ігор Володимирович         | кандидат біологічних наук, старший науковий співробітник Інституту фізіології рослин та генетики НАН України                                      |
| Премія НАН України імені М. Г. Холодного     | цикл робіт «Функціонування аденілатциклазної та гормональної системи в рослинній клітині»                                                                                               | Троян Віра Михайлівна               | доктор біологічних наук, старший науковий співробітник Інституту ботаніки ім. М. Г. Холодного НАН України                                         |
| Премія НАН України імені М. В. Птухи         | цикл наукових праць «Глобалізація і інтеграція світового розвитку» | Білорус Олег Григорович             | член-кореспондент НАН України, завідувач відділу Інституту світової економіки і міжнародних відносин НАН України                                  |
| Премія НАН України імені М. В. Птухи         | цикл наукових праць «Глобалізація і інтеграція світового розвитку» | Лук'яненко Дмитро Григорович        | доктор економічних наук, завідувач кафедри Київського національного економічного університету                                                     |
| Премія НАН України імені М. В. Птухи         | цикл наукових праць «Глобалізація і інтеграція світового розвитку» | Зернецька Ольга Василівна           | доктор політичних наук, старший науковий співробітник Інституту світової економіки і міжнародних відносин НАН України                             |
| Премія НАН України імені М. С. Грушевського  | цикл наукових праць з історичної україністики та соціології | Литвин Микола Романович             | доктор історичних наук, завідувач відділу Інституту українознавства ім. І. Крип'якевича НАН України                                               |
| Премія НАН України імені М. С. Грушевського  | цикл наукових праць з історичної україністики та соціології | Ручка Анатолій Олександрович        | доктор філософських наук, завідувач відділу Інституту соціології НАН України                                                                      |
| Премія НАН України імені М. С. Грушевського  | цикл наукових праць з історичної україністики та соціології | Танчер Віктор Володимирович         | доктор філософських наук, завідувач відділу Інституту соціології НАН України                                                                      |
| Премія НАН України імені Д. І. Чижевського   | монографія «Філософія як шлях людяності та надії» | Кримський Сергій Борисович          | доктор філософських наук, головний науковий співробітник Інституту філософії ім. Г. С. Сковороди НАН України                                      |
| Премія НАН України імені О. О. Потебні       | праця «Праслов'янська акцентологія» | Скляренко Віталій Григорович        | член-кореспондент НАН України, директор Інституту мовознавства ім. О. О. Потебні НАН України                                                      |
| Премія НАН України імені Ф. М. Колесси       | праця «Українська народна проза (легенда, казка) — еволюція епічних традицій». Друге видання.                                                                                           | Дунаєвська Лідія Францівна          | доктор філологічних наук, завідувач кафедри Київського національного університету імені Тараса Шевченка                                           |